# Éric Le Lann
Pour les articles homonymes, voir Le Lann.
Éric Le Lann est un compositeur et trompettiste français de jazz, né le 4 novembre 1957 à Plœuc-sur-Lié dans les Côtes-d'Armor en Bretagne.

## Biographie

### Débuts professionnels
Né en Bretagne, Éric Le Lann s'installe en 1977 à Paris, où il commence sa carrière de musicien professionnel. Il obtient en 1979 le premier prix du concours national de jazz de la Défense, près de Paris.
A onze ans, Eric Le Lann paraît sur scène aux côtés de Bill Coleman, Claude Luter, ou encore Stéphane Grappelli, et joue déjà avec une assurance de professionnel.
En avril 1978, alors âgé de vingt ans, il enregistre son premier 33 tours, Jazz Côte Ouest, Jazz Group de Bretagne aux côtés de Christian Hillion (saxophone), Pierre Goasguen (trombone), René Goaer (piano), Gilles Gourmelon et Yvon Le Guen (basse) et Philippe Briand (batterie), disque enregistré au Jazz Club La Potinière à Morgat (29) à l'initiative de Gérard Le Bourdiec, gérant de l'établissement. Le Lann était alors influencé notamment par Clifford Brown.

### Années 1980
Il se produit dès 1980 dans le quintette de René Urtreger aux côtés de Jean-François Jenny-Clark, Aldo Romano et Jean-Louis Chautemps, ainsi qu'avec le quartet d'Henri Texier avec Bernard Lubat à la batterie. Il tourne également avec Henri Salvador, ainsi qu'avec Bernard Lavilliers (il apparaît ainsi dans le triple disque live de ce dernier, Live Tour 80).
Il fait une série de concerts avec Pepper Adams en 1981 puis intègre le onztet de Patrice Caratini ainsi que le big band de Martial Solal au sein duquel il participe à de nombreux festivals de jazz en Europe (La Haye, Prague, Pori, Montreux, Berlin).
Il monte ensuite son propre quartet avec André Ceccarelli, Cesarius Alvim et Olivier Hutman en 1982. L'année suivante il obtient le prix Django-Reinhardt décerné par l'Académie du jazz et participe au festival des radios européennes à Stockholm. Il se joint au trio Texier-Jeanneau-Humair lors d'une tournée en Inde.
En 1985 il joue dans le film de Bertrand Tavernier Autour de minuit avec Dexter Gordon, Herbie Hancock et Billy Higgins. Parallèlement, il compose la musique du film de Didier Haudepin Elsa, Elsa avec François Cluzet et Lio, puis la musique du film de Benoît Jacquot Corps et biens avec Lambert Wilson et Dominique Sanda.
Il enregistre le disque I Mist You en quartet avec notamment Tony Rabeson à la batterie et se produit dans différents festivals (Nice, Porto, Lisbonne, Nancy, Paris, etc.).
Il crée en 1989 un orchestre de jazz fusion avec notamment Louis Winsberg à la guitare, Paco Séry à la batterie puis part à New York enregistrer avec Mike Stern, Eddie Gómez, Mino Cinelu l'album New-York.

### Années 1990
De nombreux concerts suivront durant quatre années qui le mèneront en France, en Asie (Philippines, Thaïlande, Bornéo, Java, Sumatra, Bali) et en Inde, Népal, Algérie, Maroc avant l'enregistrement d'un disque de chansons d'Édith Piaf et Charles Trenet avec un orchestre composé de 35 musiciens, sur des arrangements de Martial Solal.
De 1992 à 1995, il se produit avec ses diverses formations en Afrique de l'Ouest (Sénégal, Côte d'Ivoire, Mali, Niger, Cameroun, Togo, Bénin), en Europe de l'Est (Bulgarie, Roumanie, Grèce), en Afrique australe (Rwanda, Île Maurice, Seychelles, Abidjan), en Israël (festival d'Eilat, Tel-Aviv) et au Portugal ainsi qu'en France.
Il se produit depuis 1998 en duo avec Martial Solal, en quintet avec Archie Shepp ou avec son propre quartet. Avec ce dernier il a joué au festival européen de New Delhi, puis une série de concerts en Inde et au Moyen-Orient (Soudan, Irak, Yémen, Syrie, Jordanie).
Il compose en 1999 la musique du film de Gilles Bourdos Disparus avec Anouk Grinberg, puis la musique d'un documentaire de Valérie Stroh sur Simone de Beauvoir pour France 3 dans Un siècle d'écrivains. Il joue comme soliste dans la musique composée par Martial Solal pour le film de Bertrand Blier Les Acteurs. Il fonde et dirige l'École de création musicale à Rennes, puis la déplace à Dinan en 2003.

### Années 2000
Il participe à l'album d’Henri Salvador Chambre avec vue. En 2001, Il participe aux festivals d’Abidjan et de Tunis avec Archie Shepp ainsi que de nombreux concerts en duo avec Martial Solal. Il participe à la pièce de Jean-Bernard Pouy 54 × 13 avec le comédien Jacques Bonnaffé, donnée au théâtre de la Bastille. Il obtient à cette occasion en juin 2001 le grand prix de la critique pour la meilleure composition de musique de scène de l’année.
Il compose et arrange Origines, une œuvre pour 25 musiciens dans le cadre du festival Inter Celtique de Lorient qu'il interprète le 3 août 2002, enregistrée en 2004 avec Manu Lann Huel et Marthe Vassallo.
En 2007, l'année de ses cinquante ans, sort Le Lann Top, publié sur le label Nocturne, fusion de jazz et d'electro. Il est le résultat d'une rencontre entre la trompette de Le Lann et la basse du rocker Jannick Top, rejoints par Lionel Loueke à la guitare et Damien Schmitt à la batterie. En 2007 et 2008, le quartet Le Lann Top se produit sur de nombreuses scènes, épaulé par les samples et les séquences gérés par Fabien Colella, cinquième homme du groupe. On retrouve en compagnie des deux leaders les guitaristes Jim Grandcamp, Jean-Marie Ecay ou Nelson Veras, et les batteurs Damien Schmitt ou Thierry Arpino.

### Années 2010
En 2013, il rend hommage à Chet Baker, et enregistre I Remember Chet, en compagnie de Nelson Veras et Gildas Boclé, utilisant la formule du trio sans batterie trompette-guitare-contrebasse, que Chet Baker affectionnait particulièrement dans la fin de sa carrière.
En 2015, il sort l'album Life on Mars avec Paul Lay, Sylvain Romano et Donald Kontomanou, il obtient le prix de l'académie Charles Cros. 

### Vie privée
Éric Le Lann a été le compagnon de la comédienne et réalisatrice Valérie Stroh, qu'il a rencontrée alors qu'elle préparait un documentaire sur lui. Ils ont eu deux filles dont l'une, Lola Le Lann, est également devenue comédienne.

## Discographie

### En tant que leader ou coleader
- 1978 : Jazz Côte Ouest, Jazz Group de Bretagne (La Potinière Morgat)[1]
- 1983 : Night Bird (JMS)
- 1985 : I Mist You (Blue Silver)
- 1989 : New York (Blue Line, réédité en 2007 chez Universal)
- 1990 : Éric Le Lann joue Piaf Trenet (Musidisc)
- 1992 : Cap Fréhel, avec Jean-Marie Ecay (Musidisc, réédité en 2007 chez Universal)
- 1995 : Trois Heures du Matin, avec Michel Graillier (Twins)
- 1996 : Live in Paris, avec Archie Shepp (Twins)
- 1998 : Today I Fell in Love (Twins)
- 2000 : Portrait in Black & White, duo avec Martial Solal (Nocturne)
- 2005 : Origines (Universal)
- 2005 : Jobim, avec Jean-Marie Ecay (Nocturne)
- 2007 : Le Lann Top (Nocturne)
- 2008 : Le Lann, Kikoski, Foster, Weiss, avec Al Foster, David Kikoski et Douglas Weiss (Plus Loin Music)
- 2013 : I Remember Chet, avec Nelson Veras et Gildas Boclé (Bee Jazz)
- 2015 : Life on Mars, avec Paul Lay, Sylvain Romano et Donald Kontomanou (Moods Production, L'autre distribution)
- 2017 : Mossy Ways, avec Patrick Manougian, Philippe Bussonnet, Raphaël Chassin et Lors Jouin (MAB production, L'autre distribution)
- 2018 : Thanks a Million, duo avec Paul Lay (Gazebo prod, L'autre distribution)

### Musiques de films
- Elsa, Elsa, Didier Haudepin (1985)
- Corps et biens, Benoît Jacquot (1986)
- Poker, Catherine Corsini (1988)
- Les Amies de ma femme, Didier van Cauwelaert (1993)
- Des feux mal éteints, Serge Moati (1994)
- Un Homme et Deux Femmes, Valérie Stroh (téléfilm pour France 3, 1997)
- Disparus, Gilles Bourdos (1999)
- Les Acteurs, Bertrand Blier (2000)

## Filmographie
- 1990 : Eric Le Lann portrait d'Alain Gallet (52 min)
- 1992 : Eric Le Lann à la trompette de Valérie Stroh (52 min)

## Distinctions
- Prix du syndicat de la critique 2001 : meilleur compositeur de musique de scène pour 54x13